# Szolnoki Galéria
A Szolnoki Galéria Szolnokon, az egykori Szolnoki Zsinagóga épületében kialakított művészeti kiállításoknak otthont adó galéria.

## Története
A szolnoki zsinagógát Baumhorn Lipót tervezte, kivitelezésére 1898-ban került sor. A telket díszes kerítéssel vették körül, a zsinagóga mellé pedig téli imaterem és irodák is épületek. Az eklektikus, egyesek szerint túldíszített épület Baumhorn harmadik zsinagógája volt, és alkotó itáliai tanulmányútját, illetve Lechner Ödön hatását viseli magán. A centrális alaprajz felett kupola emelkedett, amely díszeivel együtt a budapesti Iparművészeti Múzeum stílusa egyenes leszármazottjaként tekinthető. A négy oldalhomlokzaton viszont az itáliai gótika elemei találhatóak meg. A külső tömegképzés és a belső tér gazdagsága egymással összhangban állt. Az épület külső mérete 19,83x34,11 méter, míg négyzet alakú belső tere 17,95x17,85 méter. A kupolát belül fejezetes oszlopok támasztják alá, a belső teret pedig női karzat veszi körül. A keleti fal előtt az emelvényt és a díszesen megformált frigyszekrényt öntöttvas kerítés választotta el egykor az épület többi részeitől.
A későbbi időkben az épületet jelentős mértékben átalakították, és eltávolították belőle a vallási szimbólumokat (Dávid-csillag a kupolán, tóratáblák a bejárat fölött, kézmosó az előcsarnokban, persely, felirati táblák, tórafülke és előterének gazdag díszítésű rácsozata, kandeláberek, és egyéb berendezési tárgyak). Az épület jelenleg a Damjanich János Múzeum, időszaki kiállítóhelyeként működik. Állandó  kiállítása a szolnoki zsidóság történetét mutatja be, és helyet ad régészeti, történeti, néprajzi és képzőművészeti kiállításoknak. Szoros kapcsolatban áll a Szolnoki Művészteleppel és a Szolnoki Képzőművészeti Társasággal, minden ősszel otthont ad az általuk szervezett Festészet Napi tárlatnak, mely nagyrészt a Szolnokon élő képzőművészek alkotásait vonultatja föl. 2007 tavaszán egy Munkácsy-kiállítás is megtekinthető volt az épületben. A kiállítóhely fontosnak tartja az épület eredeti funkciójának és identitásának reprezentálását, rendszeresen közös programokat szervez a Szolnoki Zsidó Hitközséggel. A Kulturális Örökség Napjai alkalmából minden évben vezetett épületbejáráson is lehetőség nyílik közelebbről megismerni a hazai zsinagóga-építészet egyik legkiemelkedőbb alkotását.[forrás?]